# Mourad Hedhli
Mourad Hedhli (arabe : مراد الهذلي), né le 17 février 1991 à Tunis, est un footballeur tunisien évoluant au poste de milieu avec la Al-Ahli Tripoli.

## Clubs
- 2007-août 2012 : Club olympique des transports (Tunisie)
- août 2012-août 2017 : Club africain (Tunisie)
  - août 2016-juin 2017 : Avenir sportif de Gabès (Tunisie, prêt)[1]
- août 2017-janvier 2018 : Avenir sportif de Gabès (Tunisie)
- janvier-août 2018 : Club sportif sfaxien (Tunisie)
- août 2018-juillet 2019 : Avenir sportif de Gabès (Tunisie)
- juillet 2019-janvier 2020 : Nejmeh Sporting Club (Liban)
- janvier-octobre 2020 : Union sportive de Tataouine (Tunisie)
- octobre 2020-juillet 2021 : Olympique de Béja (Tunisie)
- janvier-juillet 2022 : Croissant sportif chebbien (Tunisie)
- juillet 2022-juillet 2023 : Al Sahel SC (en) (Arabie saoudite)
- depuis juillet 2023 : Al-Ahli Tripoli (Libye)

## Palmarès
- Championnat de Tunisie (1) : 2015